# ألفرد لارسن (ربان)
ألفرد لارسن (بالنرويجية البوكمول: Alfred Larsen)‏ هو شخصية أعمال نرويجي، ولد في 24 نوفمبر 1863 في أوسلو في النرويج، وتوفي في 10 سبتمبر 1950.

## وصلات خارجية
- ألفرد لارسن على موقع اللجنة الأولمبية الدولية (الإنجليزية)
- ألفرد لارسن على موقع أوليمبيديا (الإنجليزية)